# Philipp Carl von Canstein

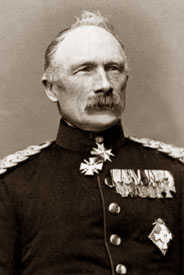
Ảnh Thượng tướng Bộ binh Philipp Carl von Canstein

Philipp Carl Christian Freiherr von Canstein (4 tháng 2 năm 1804 tại Eschwege – 5 tháng 11 năm 1877 tại Kassel) là một sĩ quan quân đội Phổ, đã được thăng đến cấp bậc Thượng tướng Bộ binh, và được nhận Huân chương Quân công cao quý nhất của Phổ với Lá sồi. Ông từng tham chiến trong cuộc Chiến tranh Đức-Đan Mạch, Chiến tranh Áo-Phổ và cai quản kinh thành Berlin trong thời gian Chiến tranh Pháp-Đức.

## Tiểu sử

### Thân thế
Philipp Carl là con trai của viên đại úy trong quân đội Hesse Christian Ludwig von Cannstein (29 tháng 7 năm 1766 – 19 tháng 6 năm 1813 tại Ziegenhain) và người vợ của ông này là Christine, tên khai sinh là von Wurmb.

### Sự nghiệp quân sự
Vào ngày 1 tháng 8 năm 1819, với tư cách là một thiếu sinh quân, Canstein đã gia nhập Trung đoàn Bộ binh số 2 ở Stettin và vào ngày 26 tháng 11 năm 1821 ông được phong cấp sĩ quan. Sau khi giữ một số vai trò trong Trường Thiếu sinh quân ở Berlin từ năm 1826 cho đến năm 1848, vào ngày 16 tháng 1 năm 1849, ông gia nhập Trung đoàn Bộ binh số 23 (đóng quân tại Thượng Schlesien) với quân hàm Thiếu tá. Tại Breslau, Canstein được thăng cấp Thượng tá và Tư lệnh của Trung đoàn Bộ binh số 11 vào năm 1857, và vào năm 1863 ông lãnh chức Tư lệnh của Lữ đoàn Bộ binh số 11 tại Brandenburg an der Havel. Trong cuộc Chiến tranh Đức-Đan Mạch năm 1864, ông chỉ huy lữ đoàn của mình tham gia cuộc tấn công thắng lợi vào Düppel. Do vậy, ông được tặng thưởng Huân chương Quân công vào ngày 7 tháng 6. Sau cuộc chiến tranh này, Canstein được ủy nhiệm làm Tư lệnh của Sư đoàn số 15 tại Köln, và chỉ huy sư đoàn này tham chiến trong trận Königgrätz trong cuộc Chiến tranh Áo-Phổ năm 1866), và sau đó ông được trao tặng Bó sồi gắn vào Huân chương Quân công ngày 20 tháng 9 năm 1866. Vào năm 1867, ông được bổ nhiệm làm Tướng tư lệnh của Quân đoàn X và Thống đốc thành phố Magdeburg. Vào năm 1870, trong cuộc Chiến tranh Pháp-Đức, ông nhậm chức Thống đốc thành phố Berlin.
Vào ngày 8 tháng 11 năm 1871, Von Canstein được nghỉ hưu và lãnh cấp Đại Chỉ huy của Huân chương Hoàng gia Hohenzollern. Ngày 5 tháng 11 năm 1877, ông từ trần tại Kassel.

### Gia đình
Vào ngày 19 tháng 3 năm 1839, Canstein kết hôn lần đầu tiên với Marie Freiin von Troschke (30 tháng 6 năm 1817 tại Charlessville (Ardennen) – 21 tháng 8 năm 1841 tại Berlin), con gái của Trung tướng Ernst Freiherr von Troschke. Sau khi bà này mất vào ngày 29 tháng 7 năm 1844, ông cưới bà Adelheid von Krauseneck (6 tháng 12 năm 1817 tại Mainz – 20 tháng 12 năm 1888 tại Kassel, con gái của Wilhelm von Krauseneck). Một trong hai người con trai của họ là Ernst Raban Freiherr von Canstein.

## Tác phẩm
- Anleitung die physikalischen Erdräume mittels einfacher Construktionen aus freier Hand zu entwerfen. Berlin 1835.
- Blicke in die östlichen Alpen und in das Land um die Nordküste des Adriatischen Meeres. Mit einer Übersichts-Charte. Berlin 1837.